# Drumlegagh
Drumlegagh es una localidad situada en el distrito de Derry y Strabane de Irlanda del Norte (Reino Unido), con una población en 2011 de 92 habitantes.
Se encuentra ubicada al noroeste de Irlanda del Norte, a poca distancia al norte del lago Erne, de la costa del océano Atlántico y de la frontera con República de Irlanda, concretamente con el condado de Donegal.